# Lettische Badmintonmeisterschaft 1965
Die Lettische Badmintonmeisterschaft 1965 fand in Riga statt. Es war die zweite Auflage der nationalen Titelkämpfe von Lettland im Badminton, zu dieser Zeit noch als Meisterschaft der Sowjetrepublik.

## Titelträger
| Disziplin    | Sieger                         |
| ------------ | ------------------------------ |
| Herreneinzel | Jānis Ieviņš                   |
| Dameneinzel  | Skaidrīte Ieviņa               |
| Herrendoppel | Jānis Ieviņš Māris Deksnis     |
| Damendoppel  | Skaidrīte Ieviņa Ārija Neimane |
| Mixed        | Jānis Ieviņš Skaidrīte Ieviņa  |